# Sten von Stapelmohr
Sten Gunnar Axelsson von Stapelmohr, född den 1 mars 1884 i Oskarshamn, död den 6 februari 1965 i Norrköping, var en svensk läkare.
von Stapelmohr avlade mogenhetsexamen 1901, medicine kandidatexamen 1907 och medicine licentiatexamen 1912 vid Uppsala universitet. Han var underlöjtnant i Upplands artilleriregementes reserv 1906–1910, amanuens vid kirurgiska polikliniken på Akademiska sjukhuset i Uppsala 1910–1911, underläkare vid  kirurgiska avdelningen på Sahlgrenska sjukhuset i Göteborg 1912–1921, vid kirurgiska avdelningen på Sabbatsbergs sjukhus i Stockholm 1922–1925, överläkare vid länslasarettet i Landskrona 1925–1931 och vid kirurgiska avdelningen på Norrköpings lasarett 1931–1950, styresman där 1940–1950. von Stapelmohr promoverades till medicine hedersdoktor i Uppsala 1932. Han blev ledamot av Svenska läkaresällskapet 1916, av Nordiska kirurgiska föreningen 1916, av Deutsche Gesellschaft für Chirurgie 1920 och av Deutsche Gesellschaft für Urologie 1921. von Stapelmohr var vice ordförande i Kolmårdssanatoriets direktion 1940–1949, ledamot av centralstyrelsen för Sveriges läkareförbund 1940–1951, av Svenska Röda Korsets distriktsstyrelse 1943–1957, ordförande i Svenska kirurgiska föreningen 1946–1947 (hedersledamot 1953). Han blev hedersledamot av Östgöta nation i Uppsala 1943 och av Östergötlands östra läkareförening 1950. von Stapelmohr publicerade skrifter i fackpress och i kulturhistoriska ämnen. Han blev riddare av Nordstjärneorden 1938 och kommendör av andra klassen av Vasaorden 1943. von Stapelmohr är begravd på Solna kyrkogård.